# Studnice (Vysočina)
Studnice é uma comuna checa localizada na região de Vysočina, distrito de Třebíč.